# До костей
«До костей» (англ. To the Bone) — американский драматический фильм 2017 года, снятый режиссёром Марти Ноксон по её собственному сценарию. Премьера состоялась 22 января 2017 года на кинофестивале Сандэнс, где фильм был участником основного конкурса.

## Сюжет
Эллен — 20-летняя девушка, бросившая колледж и борющаяся с анорексией, которая возвращается домой к мачехе и отцу после того, как с трудом прошла стационарную программу и не добилась никакого прогресса. Поскольку ее отсутствующий отец не желает иметь с ней дело, мачеха Эллен, Сьюзен, знакомит ее со специалистом, доктором Уильямом Бекхэмом, который настаивает на том, чтобы Эллен присоединилась к его программе для пациентов. Эллен не хочет этого делать, но ее решение меняет ее младшая сводная сестра.
Эллен переезжает в дом с шестью другими пациентами, среди которых пять молодых женщин и Люк, жизнерадостный танцор балета, который почти выздоровел от анорексии и травмы колена. Люк выступает в роли морального болельщика для остальных и проявляет особый интерес к Эллен, в конечном итоге показывая, что он поклонник ее искусства.
На сеансе семейной терапии с Бекхэмом отец Эллен не появляется. До 18 месяцев назад Эллен жила со своей матерью, которая бросила ее, чтобы переехать в Финикс, штат Аризона , с партнером-лесбиянкой. Выясняется, что предыдущее произведение искусства, которое она выкладывала на Tumblr, было упомянуто как влияние девушки, которая позже покончила жизнь самоубийством. Эллен обещает попытаться стать лучше, но вместо этого продолжает терять вес.
Эллен добивается успеха, меняя имя на Эли и сближаясь с другими членами дома. Однако она удивлена, когда Люк целует ее и признается, что начинает влюбляться в нее. Она паникует и быстро отвергает его.
Позже она узнает, что у Меган, еще одной жительницы дома, случился выкидыш - она возобновила очищение организма после 12 недель беременности и посчитала, что это безопасно. Это событие повергает Эли в ужас, и она решает уйти.
Когда Эли уходит, Люк умоляет ее остаться, говоря, что она ему нужна, так как он понимает, что его колено неизлечимо, и он больше никогда не сможет нормально танцевать, и ему нужно что-то новое, на чем можно сосредоточиться. Эли все равно уходит.
На грани смерти Эли отправляется в дом своей матери. Той ночью ее мать выражает вину за послеродовую депрессию, которая у нее была после рождения Эллен, и предлагает ей попробовать кормить Эли из бутылочки, одновременно укачивая ее, чтобы помочь решить их обе проблемы. Эли находит эту идею странной, но после того, как ее мать говорит ей, что она принимает, если она выбирает смерть, она решает согласиться с этой идеей и позволяет себя укачивать, пока ее мать кормит ее рисовым молоком из бутылочки.
После еды Эли отправляется на прогулку ночью. Потеряв сознание, она видит галлюцинации, что она на дереве, где целует Люка, который может заставить ее понять, насколько она больна. Он дает ей кусок угля, который символизирует ее храбрость, и она проглатывает его.
Очнувшись от своего сна, Эли решает вернуться домой. Она обнимает свою мачеху и сводную сестру, а затем снова участвует в программе для пациентов Бекхэма.

## В ролях
- Лили Коллинз — Эллен[3]
- Киану Ривз — доктор Уильям Бекхэм
- Кэрри Престон — Сьюзан, мачеха Эллен[4]
- Лили Тейлор — Джуди
- Сиэра Браво — Трейси
- Лиана Либерато — Келли
- Брук Смит — Олив
- Кэтрин Прескотт — Анна
- Аланна Юбак — Карен
- Алекс Шарп — Люк
- Лесли Бибб — Меган
- Майя Эшет — Пёрл
- Линдси Макдауэлл — Кендра
- Ретта — Лобо
- Хана Хейз — Хлоя

## Критика и отзывы
На агрегаторе оценок Rotten Tomatoes фильм имеет 71 % положительных рецензий и средний балл в 6,5 из 10 на основании 51 рецензии.
Авторитетный американский критик Шейла O’Мэлли оценила творение Марти Ноксон в 2,5 звезды из 4. Обозреватель кинопортала Film.ru Евгений Ухов в своей рецензии отмечает, что у фильма «есть душа, есть, как ни цинично это звучит в адрес произведения об анорексии, мясо на костях сюжета, а потому кино смотрится на одном дыхании».